# 신반중학교
신반중학교(新反中學校)는 대한민국 경상남도 의령군 부림면 신반리에 있는 공립 중학교이다.

## 학교 연혁
- 1948년 9월 1일 : 고등공민학교 설립
- 1950년 6월 24일 : 재단법인 신반학원 설립 인가
- 1951년 7월 30일 : 제1회 졸업식
- 1952년 4월 25일 : 중학교 인가(사립)
- 1975년 5월 17일 : 신반여자중학교와 분리
- 1994년 3월 1일 : 신반여자중학교를 통합
- 1995년 3월 1일 : 낙서중학교를 통합
- 2022년 3월 1일 : 제31대 강일수 교장 취임
- 2023년 1월 5일 : 제73회 졸업식(24명, 졸업생 누계 9,557명)
- 2023년 3월 2일 : 2023학년도 입학식(입학생수 16명)

## 참고 자료
- 신반중학교 - 한국교육학술정보원 학교알리미